# Семейное право Австрии
Семейное право в Австрии включает в себя следующие элементы:
- гражданский брак (Закон о браке)
- права родителей и детей (особенно права ребёнка)
- опека ребёнка.

Основным законодательным положением, которое регламентирует семейные отношения, является Общий Гражданский Кодекс (Allgemeines bürgerliches Gesetzbuch). С введением Закона о браке 6 Июля 1938 г. некоторые положения, регулирующие правовые отношения в браке, были изменены. Для достижения более хороших условий в рамках прав ребёнка, в 1960-х и 1970-х годах была проведена Большая реформа семейного права.

## Брачное право

### Помолвка
Помолвка или предварительное обещание сочетаться браком не тянет за собой законное обязательство ни для сочетания брака, ни для его прекращения (параграф № 45 Общего Гражданского Кодекса).

### Брак
Брак является гражданско-правовым договором в котором два человека противоположного пола по своей воле обещают «жить в неразрывном союзе, чтобы родить детей, воспитывать их, и дарить друг другу взаимную поддержку» (параграф № 44 Общего Гражданского Кодекса). Это, так называемый, принцип обязательного гражданского брака. Брак может быть эффективным только в том случае, когда все юридические правила соблюдаются в отношении супругов. В случае, если один из супругов не даёт согласие на брак, нет гендерных различий между супругами или же брак не был официально зарегистрирован (параграф № 15 пункт 1 Закона о браке), то брак признаётся недействительным.

### Основания для признания брака недействительным
Согласно § 20 Закона о браке, существуют следующие основания для признания брака недействительным:
- брак не был заключён в соответствии с установленной в § 17 формой (§ 21)
- один из супругов в момент заключения брака находился в недееспособном состоянии (§ 22)
- брак заключён с целью получить женщиной гражданства или фамилии мужа (§ 23)
- один из супругов в момент заключения брака уже состоял в браке или гражданском партнёрстве (полигамия) (§ 24)
- брак заключён между кровными родственниками (§ 25)

Брак должен быть расторгнут судом. Если же этого не происходит, то брак остаётся действительным (согласно § 27 Закона о браке).

### Расторжение брака
Аннулирование брака регулируется параграфами № 33-39 Закона о браке. Причинами расторжения могут являться:
- отсутствие согласия законного представителя (в случае, если один или оба партнёра являются несовершеннолетними)
- желание супругов расторгнуть брак
- сомнения насчёт личности партнёра
- ложь в отношениях между супругами
- угрозы

### Развод
Согласно Закону о браке, существуют 2 типа развода:
- развод из-за нестабильного брака (параграф № 49 Закона о браке)
- развод по другим причинам (параграфы № 50-55 Закона о браке)

#### Развод из-за нестабильного брака
Согласно параграфу № 49 Закона о браке, один из супругов может попросить развод в случае тяжёлого психологического и морального состояния в браке или другими словами, если брак окончательно «испорчен» из-за ряда условий, например:
- физическое насилие одного супруга над другим
- прелюбодеяние
- оскорбления
- причинение тяжких психологических травм
- аморальное поведение
- и другие условия.

В частности, вот что сказано в тексте параграфа № 49:

«Супруг может требовать развода, если другой разрушил брак своим бесчестным или аморальным поведением образом настолько глубоко, что восстановление соответствующей совместной жизни не представляется возможным. Расторжение брака имеет место, в частности, если супруг разрушал брак или причинил партнёру физическое или тяжелое психологическое горе. Тот, кто сам совершил заблуждение, не может требовать развода, если его заблуждения не могут быть нравственно оправданы.»

#### Развод по другим причинам
Согласно параграфам № 50-52 Закона о браке, могут быть следующие причины для требования развода:
- негативная психологическая атмосфера в браке (параграф № 50);
- тяжёлое психологическое расстройство одного из супругов (параграф № 51);
- в случае, если один из супругов страдает тяжёлым инфекционным или заразным заболеванием (параграф № 52).

Однако, согласно параграфу № 54, в некоторых случаях брак не может быть расторгнут при вышеуказанных обстоятельствах, так как это «не может быть морально оправдано». Но решение может колебаться в зависимости продолжительности брака, возраста супругов, стадии заболевания и др.

## Права ребёнка
Права ребёнка (нем. Kindschaftsrecht) — это понятие из австрийского семейного кодекса, которое регулирует отношения ребёнка с его родителями. Ведущий принцип прав ребёнка — это содействие жизни ребёнка, где интересы родителей или одного родителя будут подчинены этому содействию.

### Права родителей

#### Материнство и отцовство
Чтобы получить право воспитывать ребёнка, сначала следует юридически установить кто является матерью, а кто отцом. Как правило, установление материнства не является трудной процедурой (устанавливается соответственно по беременности), в то время, как установление отцовства может занять некоторое время. Конечно, с помощью новейших достижений медицины можно быстро выявить отца ребёнка, но с развитием таких методов репродуктивной медицины, как суррогатное материнство или искусственное оплодотворение, определение отцовства становится практически невозможным.

#### Отказ от материнства
В то время, как до 1975 года оставление ребёнка без присмотра не подвергалось наказанию, то после 1975 года в Уголовный Кодекс была введена новая статья — 197 (за оставление несовершеннолетних без присмотра). Но в 2001 году она была отменена, в случае, если ребёнок оставлен в безопасном месте (например «Гнёзда младенца»). Эти инновации позволяют матерям, которые не желают воспитывать ребёнка, анонимно отдать младенца в больницу. Европейский суд по правам человека в 2003 году официально одобрил так называемое «анонимное рождение», только за каждой страной ЕС оставалось право решать, стоит ли сообщать ребёнку о его происхождении, а также сообщать данную информацию приёмным родителям.

### Обязанности родителей и детей

#### Содержание ребёнка
Параграф № 140 Общего Гражданского Кодекса гласит:

«Родители должны создать жилищные условия, которые бы соответствовали потребностям ребёнка с учётом его навыков и интересов. Также родители обязаны обеспечивать все возможности для нормального развития ребёнка».
Это требование также распространяется на бабушек и дедушек (параграф № 141), а также и на их родителей (параграф № 142).
Основной принцип, как правило, благополучие ребёнка — родители несут ответственность за обеспечение прав и потребностей ребёнка. В общем, чем выше доход семьи, тем дороже должно быть содержание ребёнка. Родители должны приложить все усилия, чтобы способствовать развитию ребёнка, а также обеспечению его безопасности.

#### Самосохранение ребёнка
Родительские деньги выплачиваются только тогда, когда ребёнок не может сам поддерживать своё существование. Возможности самообеспечения не зависят от возраста ребёнка.
Судебная практика предполагает, что способность к самосохранению возможна с ежемесячным доходом около 865 €. Во время военной службы ребёнок, в любом случае, считается способным к самосодержанию. Затем, если начинается учёба в университете, студент имеет право на материальное обеспечение в случае необходимости, если родители в состоянии финансово обеспечить ребёнку высшее образование. При условии, что студент занимается целеустремленно и, по меньшей мере, со средним баллом. В дополнение к доходам от заработной платы здесь также могут выплачиваться доходы от инвестиций или, например, наследственные выплаты.

#### Иск против родителей
Если ребёнок не может себя обеспечить, он имеет право на претензии к обоим родителям. В законе определяются общие принципы, на которых выплаты измеряются в судебной практике (16-23 % от заработной платы каждого родителя).

### Опека
Опека является одним из основных обязанностей в правах ребёнка. Опека обязательно заканчивается в связи с возрастом ребёнка. Родители обязаны сохранить здоровье ребёнка, а также поощрять и воспитывать его. Также родители обязаны представлять ребёнка в различных государственных, официальных и прочих структурах ввиду его недееспособности.

#### Представительство ребёнка
Несовершеннолетний ребёнок не является полностью дееспособным. По этой причине он не может решать некоторые вопросы полностью самостоятельно, например, если он захочет купить мопед, то нужно согласие родителей. При этом нужно учитывать, что каждый родитель может представлять ребёнка в лице самого себя; достаточно, например, если мать соглашается на что-либо, а отец, например, был бы против, тогда мнение отца уже не учитывается. Тем не менее, имеются правовые действия, которые требуют согласия обоих родителей (например, аннулирование договора об обучении) или даже разрешение суда опеки (например, при продаже земельного участка, который принадлежит ребёнку).

## Правовой статус ребёнка

### Юридический статус имени
Фамилия приобретается с рождением. Внебрачный ребёнок получает фамилию матери (параграф № 165 Общего Гражданского Кодекса) и её гражданство (параграф № 7 абз. 3 Закона о гражданстве). Супружеские дети получают общую фамилию родителей (параграф № 139 Общего Гражданского Кодекса) и имя, которые родители выбрали вместе, в противном случае даётся имя отца и гражданство Австрии (параграф № 7 абз. 1 Закона о гражданстве).

#### Присвоение имени
Имя ребёнка присваивается при согласии обоих супругов. Если же ребёнок родился не в браке, то имя присваивается матерью. Имя не должно нарушать благополучие и сознание ребёнка, а также общественный порядок. Первое имя должно соответствовать полу ребёнка. Изменить имя в дальнейшем нельзя, однако с наличием уважительных причин и разрешения соответствующих органов, имя можно изменить.

### Воспитание после развода
Если родители расстаются, то они предъявляют суду соглашение по поводу основного местопребывания ребёнка, что является частью совместной опеки. Если родители не смогут решить между собой, где будет жить ребёнок, то суд должен решить, кому достанется право опеки. Для этого суд также должен учесть волю ребёнка как решающий довод.
Содержание ребёнка после развода может достаться и другому родителю, согласно решению суда. Для этого другой родитель должен предоставить доказательства неблагополучной жизни ребёнка у бывшего партнёра (если таковые имеются). Однако, как правило, такие судебные процессы выливаются в долгий и продолжительный конфликт.
Однако не каждый процесс приводит к лишению прав опеки. Например, если мать регулярно шлёпает или даёт пощечину ребёнку, то это не будет являться поводом для лишения прав на опеку. Что самое удивительное, членство в сектах (!) или разных культах также не будет являться основанием для лишения прав на опеку, так как Европейский суд по правам человека отстаивает право на свободу совести и вероисповедания. Кроме того, выезд из страны тоже не лишит родителя права на опеку.

#### Минимальные права
Родитель, который остался без права на опеку ребёнка, также обладает определёнными правами:
- родитель без права опеки имеет право общаться с ребёнком, причём данное право ему даровано судом попечительства сразу после развода
- право на информацию — родитель без права опеки имеет право быть проинформированным о здоровье и состоянии ребёнка

### Незаконнорождённые
Матерью незаконнорождённого ребёнка является женщина, которая его родила.
Отцом незаконнорождённого ребёнка является мужчина, который жил вместе с матерью или был зарегистрирован с ней в каком-либо партнёрстве в течение 180—300 дней перед рождением ребёнка. Однако мужчина может доказать свою непричастность к ребёнку. Если суд не выносит какое-либо решение в данной ситуации, то этот мужчина официально становится отцом ребёнка и может официально оформить своё отцовство.
Воспитание незаконорождённых детей может происходить двумя способами:
- совместная опека — для этого необходимо общее заявление двух родителей в окружном суде. Однако опека может быть расторгнута любым родителем в любой момент без объяснения причин, и это не подлежит судебному преследованию.
- плата за беременность и роды — отец обязан возместить матери расходы за содержание новорожденного в счёт её медицинской страховки

### Приёмные дети
Отдельные люди или супружеская пара могут усыновить или удочерить ребёнка. Однако это право даровано не только бездетным лицам или парам — например, бабушки и дедушки, при наличии своих собственных детей, смогут усыновить себе внуков.
Усыновление осуществляется договором между усыновляющим и выборным ребёнком (или его законным представителем), причем нужно обращать внимание, что усыновляющий должен быть старше выборного ребёнка на 18 лет. Таким образом, создаётся процесс «нормального» усыновления.